# Demokratische Partei (Japan, 1947–1950)
Die Demokratische Partei (jap. 民主党, Minshutō) war eine gemäßigt konservative politische Partei in Japan während der US-geführten alliierten Besatzung. Sie entstand 1947 als Nachfolger der Fortschrittspartei Japans (Nihon Shimpotō), die zuvor mehrere Führungspolitiker wegen des Ämterverbots der Besatzungsbehörden verloren hatte. Ab Juni 1947 regierte sie in Koalition mit der Sozialistischen Partei Japans (SPJ), 1948 stellte sie mit Ashida Hitoshi auch den Premierminister, der aber bald zurücktrat. In der Opposition spaltete sich die Demokratische Partei danach in Befürworter und Gegner einer Zusammenarbeit mit der Liberalen Partei von Yoshida Shigeru, 1950 ging sie zusammen mit kleineren Oppositionsgruppen in der Kokumin Minshutō, der „Demokratischen Volkspartei“, auf.

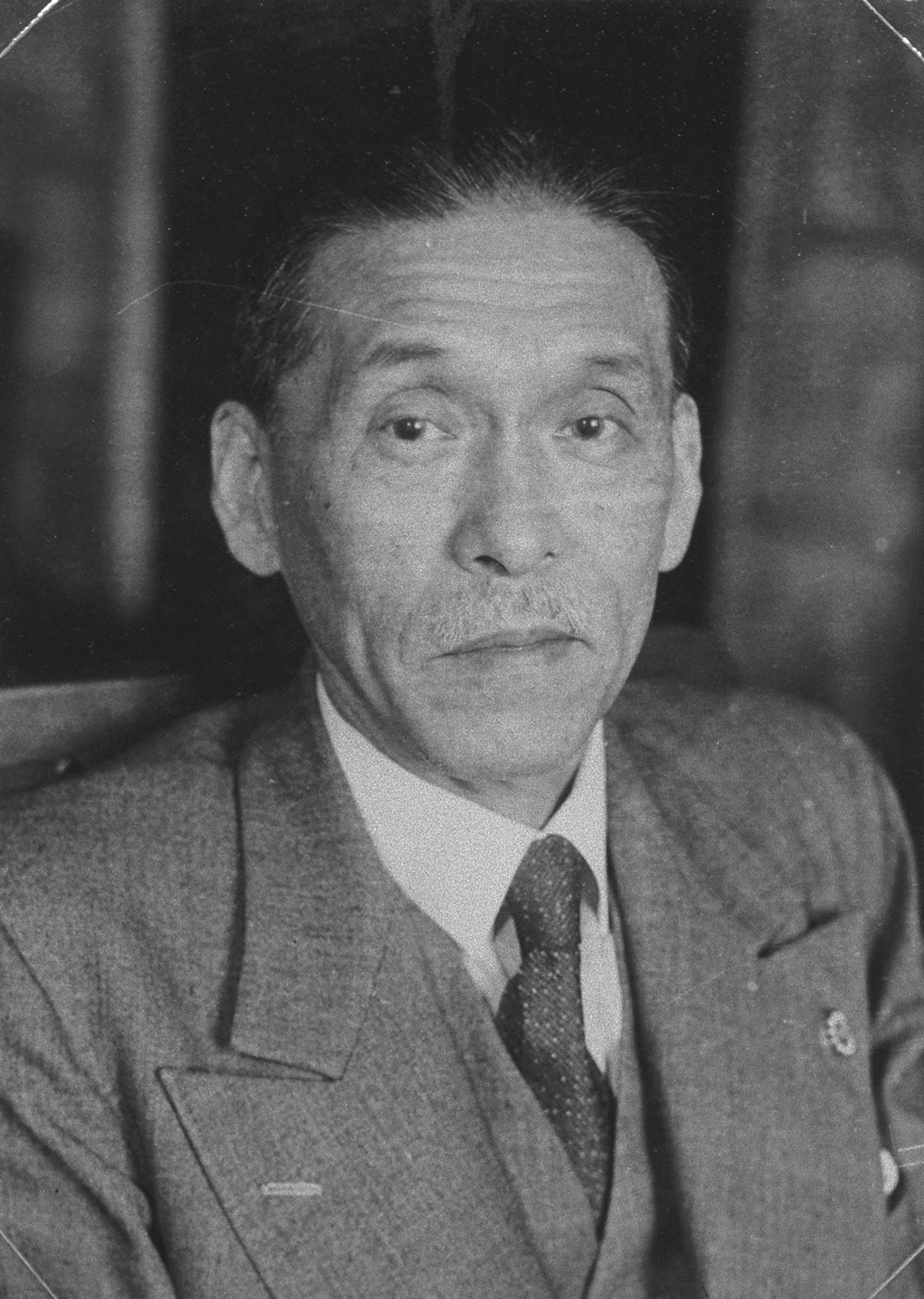
Ashida Hitoshi

Die Fortschrittspartei, die bald nach Kriegsende entstanden war und an die Rikken Minseitō der Vorkriegszeit anknüpfte, war stark vom Ämterverbot der Besatzungsbehörden (SCAP/GHQ) für Politiker der Kriegszeit betroffen. Ihre verbliebenen Abgeordneten begründeten vor dem Inkrafttreten der neuen Verfassung, den Unterhausneuwahlen und den Wahlen zum neuen, nun ebenfalls gewählten Oberhaus zusammen mit einer Gruppe aus der Liberalen Partei Japans um Ashida Hitoshi die Demokratische Partei. Die Partei bemühte sich um eine Positionierung in der politischen „Mitte“ zwischen Liberalen und Sozialisten; von Anfang an standen sich innerparteilich aber Konservative um Shidehara Kijūrō, die mit der Liberalen Partei kooperieren wollten, und „Progressive“ um Ashida Hitoshi gegenüber, die eine Zusammenarbeit mit der Sozialistischen Partei in Betracht zogen. Bei der ersten Oberhauswahl am 20. April 1947 gewann die Demokratische Partei 28 Sitze und konnte fünf Tage später bei der Unterhauswahl 1947 mit 124 Sitzen ihre Position als dritte Kraft behaupten.
Die SPJ war zwar als stärkste Partei aus den Unterhauswahlen hervorgegangen, konnte aber gegen Liberale und Demokraten keine absolute Mehrheit zusammenstellen. Bald nach der Wahl zeigten die kleineren Parteien Kokumin-kyōdō-tō („Volkskooperationspartei“) und Kommunistische Partei Japans ihre Koalitionsbereitschaft, aber die Mehrheit der Sozialisten bevorzugte eine Koalition ohne Kommunisten unter Einschluss der Demokraten oder zusätzlich der Liberalen. Der Antikommunist Yoshida Shigeru drängte die SPJ sogar zur Erklärung ihrer Bereitschaft, Mitglieder des linken Flügels, die Verbindungen zu den Kommunisten verdächtig waren, auszuschließen, war aber dennoch nicht bereit an einer Koalition teilzunehmen. Nach ersten Verhandlungen wählten DP und SPJ gemeinsam einen Sozialisten und einen Demokraten als Präsident und Vizepräsident des Unterhauses. Während Shidehara versuchte, Yoshida doch zu einer Kooperation in einer Koalitionsregierung zu bewegen, bemühte sich Ashida seinerseits um eine eigene, von der Demokratischen Partei geführten Koalition. Für die anstehende erstmalige Wahl des Premierministers kündigten die Liberalen an, für den SPJ-Vorsitzenden Katayama Tetsu zu stimmen, die Demokraten folgten unter der Bedingung, dass die Liberalen an einer Koalition beteiligt würden. Am 23. Mai 1947 wurde Katayama mit 420 von 426 Stimmen zum Premierminister gewählt. Allerdings lehnten die Liberalen eine Regierungszusammenarbeit mit den Sozialisten weiter ab. Gegen Shideharas Bemühungen einigten sich die Demokraten Ende Mai auf eine Dreiparteienkoalition aus Sozialisten, Demokraten und Volkskooperativisten: Im Kabinett Katayama, das am 1. Juni 1947 seine Arbeit aufnahm, stellte die Demokratische Partei acht Minister, darunter mit Ashida Hitoshi den stellvertretenden Premierminister.
Ashida hatte sich durchgesetzt und übernahm den Parteivorsitz, während Gegner der Zusammenarbeit mit der SPJ um Shidehara Kijūrō, darunter Tanaka Kakuei und Hara Kenzaburō, die Partei im November verließen und den Dōshi Club (同志クラブ, etwa „Klub der Gleichgesinnten“; später Minshu Club, „Demokratischer Klub“) begründeten. Zu Fall brachten die Regierung aber die inneren Konflikte der SPJ: Als der linke Flügel der Sozialisten den Haushalt blockierte, trat das Kabinett Katayama nach nur neun Monaten zurück. Ashida erreichte zwar nun sein Ziel und wurde Premierminister in einem Koalitionskabinett unter Demokratischer Führung; jedoch währte seine Regierung noch kürzer, da der Shōwa-Denkō-Skandal, einer der schwersten Korruptionsskandale der Besatzungszeit, Mitglieder seines Kabinetts und später auch ihn selbst implizierte. Im Oktober trat Ashida zurück und die Demokraten wurden von Yoshida und den Liberalen (nach dem Beitritt des „Demokratischen Klubs“ inzwischen Demokratisch-Liberale Partei) wieder in die Opposition gezwungen. Inukai Takeru, der Sohn von Premierminister Inukai Tsuyoshi, übernahm den Parteivorsitz.
In der Demokratischen Partei meldeten sich erneut die Befürworter einer Zusammenarbeit mit Yoshida zu Wort. Bei der Unterhausneuwahl 1949 gewannen die Liberalen erstmals eine absolute Mehrheit, die Demokratische Partei wurde zwar zweitstärkste Partei, gewann aber nur noch 69 Sitze. Bei der Bildung des dritten Kabinetts Yoshida spalteten sich die Demokraten: Die renritsu-ha („Koalitionsfaktion“, im Parlament: 第十控室, dai-jū hikaeshitsu, „10. Wartezimmer“) um Inukai beteiligte sich an der Regierungsbildung, die Gegner einer Zusammenarbeit formierten sich als yatō-ha („Oppositionsfaktion“, im Parlament: 第九控室, dai-kyū hikaeshitsu, „9. Wartezimmer“) um Tomabechi Gizō, der zunächst gemeinsam mit drei weiteren Politikern, dann alleine die Führung eines neuen Parteivorstandes als saikō-iinchō (etwa „Vorsitzender des obersten Rates“) übernahm. 1950 schließlich traten die Anhänger Inukais den Liberalen bei und die verbliebenen Demokraten begründeten gemeinsam mit der „Volkskooperationspartei“ die Kokumin-minshu-tō.